# Травное (Алтайский край)
Тра́вное — село в Мамонтовском районе Алтайского края. Административно относится к Островновскому сельсовету. 
До декабря 2012 года было административным центром Травновского сельсовета.

## Географическое положение и природные условия
Расположено на Приобском плато, северо-восточнее озера Зеркального.

## История
Село Травное основано в 1885 году переселенцами из европейской части России. По данным переписи населения в 1893 году в деревне Травной проживало 448 человек (218 мужчин, 230 женщин) в 105 дворах. Население стремительно росло за счет прибывающих переселенцев так, что по переписи 1899 года в деревне Травной Боровской волости Барнаульского уезда  Томской губернии проживало 1555 человек (825 мужчин и 730 женщин) в 213 дворах. В это время в деревне имелись две мануфактурные лавки и одно питейное заведение.
В 2012 году был упразднён сельсовет, село включено в Островновский сельсовет.
На данный момент (2019 год) в селе преимущественно живут пенсионеры. Население около 300 человек.

## Население
| 1926 | 1997 | 1998 | 1999 | 2000 | 2001 |
| ---- | ---- | ---- | ---- | ---- | ---- |
| 1634 | ↘719 | ↗726 | ↗734 | ↗735 | ↘695 |
| 2002 | 2003 | 2004 | 2005 | 2006 | 2007 |
| ↘680 | ↘643 | ↘620 | ↘608 | ↘575 | ↘510 |
| 2008 | 2009 | 2010 | 2011 | 2012 | 2013 |
| ↘449 | ↗525 | ↘435 | →435 | ↘430 | ↘403 |